# 궈위정
궈위정(중국어: 国宇征, 병음: Guo Yuzheng, 한자음: 국우정, 1993년 4월 20일 ~ )은 중화인민공화국의 바둑 기사이다. 헤이룽장성 다칭시 출신으로 중국기원 소속의 6단이다. 아마추어 선수로 2008년 만보배에서 우승했고, 2013년 제18회 LG배 세계기왕전 16강에 진출했다.

## 경력
허난성 자오쭤시 출신으로 2008년 만보배에서 우승한 이후 프로바둑에 입단했다. 2011년부터 2014년까지 중국 갑조리그에 시안취장팀으로 참가했다. 2012년 제1회 바이링배 예선에서 원청쉰과 안조영, 푸충을 차례로 물리치고 본선 64강에 진출했지만 당이페이에 패배했다. 2013년 제18회 LG배 세계기왕전 예선에서 왕천싱과 후웨펑, 류수항, 셰허를 누르고 본선 32강에 진출하여 조한승를 이기고 16강에 올랐지만 일본의 다카오 신지에게 져서 탈락했다.
2017년 제3회 몽백합배 세계 바둑 오픈전 예선에서 판신웨이와 위하오란, 김기범을 물리치고 본선에 진출하여 안국현을 이겨 본선 32강에 올랐지만 리쉬안하오에게 패배했다. 2019년 12월에 6단으로 승단했다.